# George Gabriel Stokes
George Gabriel Stokes (ur. 13 sierpnia 1819 w Skreen w hrabstwie Sligo w Irlandii, zm. 1 lutego 1903 w Cambridge w Anglii) – irlandzki matematyk i fizyk, profesor Uniwersytetu w Cambridge. Prezes Royal Society (w latach 1885–1890) i jego wcześniejszy sekretarz; laureat nagród tego towarzystwa – Medalu Copleya (1893) i Medalu Rumforda (1852). W 1889 został mu nadany tytuł baroneta. W 1879 odznaczony został Pour le Mérite za Naukę i Sztukę.
Zajmował się między innymi dynamiką płynów (równania Naviera-Stokesa, prawo Stokesa, Liczba Stokesa), optyką i fizyką matematyczną (twierdzenie Stokesa). Oprócz wspomnianych terminów upamiętnia go też nazwa jednostki lepkości w układzie CGS: stokes (St).